# Sjekaghbjur
Sjekaghbjur (armeniska: Շեկաղբյուր) är ett berg i Armenien. Det ligger i den norra delen av landet, 90 kilometer norr om huvudstaden Jerevan. Toppen på Sjekaghbjur är 2 065 meter över havet, eller 460 meter över den omgivande terrängen. Bredden vid basen är 6,4 km.
Terrängen runt Sjekaghbjur är huvudsakligen kuperad, men norrut är den bergig. Närmaste större samhälle är Odzun, 5,0 kilometer nordost om Sjekaghbjur.
Trakten runt Sjekaghbjur består till största delen av jordbruksmark. Runt Sjekaghbjur är det ganska tätbefolkat, med 96 invånare per kvadratkilometer.